# Fred Dryer
John Frederick Dryer (Hawthorne, 6 juli 1946) is een Amerikaanse acteur, radiopresentator en voormalig professioneel Americanfootballspeler.

## Biografie
Fred Dryer werd geboren op 6 juli 1946 als zoon van Charles F. Dryer en Genevieve Nell Clark en groeide op in Zuid-Californië.
Voordat hij acteur werd was hij een professioneel Americanfootballspeler. Zijn sportcarrière begon aan de San Diego State University. Later werd hij gerekruteerd door de New York Giants, waar hij van 1969 tot 1971 speelde. Andere teams waarvoor hij speelde waren de New England Patriots en de Los Angeles Rams.
Na 14 jaar beëindigde hij zijn sportcarrière en begon begin jaren tachtig met acteren. Zijn eerste rol was in de televisiefilm The Star Maker (1981). Zijn bekendste rol is die van Rick Hunter in de politieserie Hunter, die geproduceerd werd van 1984 tot 1991. Hij regisseerde een aflevering van deze serie en filmde in 2000 de thriller Highway 395.
Fred Dryer was van 1983 tot 1988 getrouwd met playmate en actrice Tracy Vaccaro en ze kregen samen een dochter.